# Hans-Josef Becker
Hans-Josef Becker (ur. 8 czerwca 1948 w Belecke, obecnie część miasta Warstein) – niemiecki duchowny rzymskokatolicki, biskup pomocniczy Paderborn w latach 1999–2003, arcybiskup metropolita Paderborn w latach 2003–2022, od 2022 arcybiskup senior archidiecezji Paderborn.

## Życiorys
Do szkoły średniej uczęszczał i maturę zdał w Rüthen (1967). Studiował następnie pedagogikę i w 1972 złożył państwowe egzaminy nauczycielskie. W Paderborn i Monachium studiował filozofię i teologię. 11 czerwca 1977 przyjął święcenia kapłańskie z rąk arcybiskupa Paderborn Johannesa Joachima Degenhardta. Był duszpasterzem w Minden, Paderborn i Lippstadt, od 1995 pracował w kurii archidiecezjalnej.
W grudniu 1999 papież Jan Paweł II mianował go biskupem pomocniczym archidiecezji Paderborn ze stolicą tytularną Vina. Sakry biskupiej udzielił mu arcybiskup Degenhardt 23 stycznia 2000. Po śmierci Degenhardta w 2002 zarządzał archidiecezją paderborńską jako administrator, a w lipcu 2003 został mianowany arcybiskupem. Ingres odbył 28 września 2003. 1 października 2022 papież Franciszek przyjął jego rezygnację z urzędu arcybiskupa metropolity.